# Viszlát Iván!
A Viszlát Iván! az Auróra együttes első albuma, egyben az első igazi magyar punk nagylemez is. A megjelenést követően több mint 20 000 példány fogyott belőle magánkiadásban, bár aranylemezt soha nem kaptak érte. A lemez dalai a környezetvédelemtől a rendszerváltás korabeli magyar társadalom mindennapi problémáinak taglalásáig sokféle témával foglalkoznak.
1. Helló Miszter!  3:17
2. Rád szavazunk  3:25
3. Iskolába jársz 4:07
4. Másvilág  42
5. Bella csao  2:47
6. Viszlát Iván!  3:29
7. Mások a módszerek  3:07
8. Múlik az idő  3:22
9. Mire vársz  3:22
10. Egy kis anarchia II.  2:45
11. Ég veled  2:25
12. Ronc'n Roll
13. Unlak
14. Mözvetítő
15. Egy kis anarchia
16. Élő halott

Az 1998-as újrakiadáson bónuszként szerepel az '88-as demó, kivéve a Sötét a kép c. számot.

## Közreműködők
- zene: Auróra
- gitár, ének: Víg László
- basszusgitár: Pozsgay János
- dob: Polyák Attila
- szövegek: Pusztai Zoltán